# Alyssa D'Incà
Alyssa D'Incà (Belluno, 23 marzo 2002) è una rugbista a 15 italiana, tre quarti centro del Blagnac.

## Biografia
Bellunese, formatasi rugbisticamente nell'Alpago ma dedita anche alla corsa campestre, passò nel 2018 nella formazione femminile del Villorba.
Capace di giocare sia mediano di mischia che come tre quarti centro, si mise in luce per la nazionale nonostante l'attività sportiva femminile fosse interrotta per via della pandemia di COVID-19.
Il debutto azzurro avvenne nel corso del Sei Nazioni 2021 contro l'Inghilterra, cui fece seguito la convocazione al torneo europeo di qualificazione mondiale di Parma e il successivo Sei Nazioni 2022.
Nello stesso anno giunse anche la finale di campionato con Villorba, persa contro Valsugana.
Nel 2024 vinse il suo primo scudetto, corredato dall'elezione a miglior giocatrice della stagione; dopo il secondo scudetto vinto l'anno seguente sono giunti il trasferimento in Francia al Blagnac e la convocazione alla Coppa del Mondo 2025 in Inghilterra.

## Palmarès
- Campionati italiani: 2
Villorba: 2023-24, 2024-25